# Mallotus nudiflorus
Mallotus nudiflorus là một loài thực vật có hoa trong họ Đại kích. Loài này được (L.) Kulju & Welzen mô tả khoa học đầu tiên năm 2007.